# Actia siphonosoma
Actia siphonosoma är en tvåvingeart som beskrevs av Malloch 1930. Actia siphonosoma ingår i släktet Actia och familjen parasitflugor. Inga underarter finns listade i Catalogue of Life.